# Freddy Villarreal
Federico Diego Pérez de Villarreal (La Plata, Buenos Aires; 29 de abril de 1969), más conocido como Fredy Villarreal, es un humorista, imitador y actor argentino.
Por su labor humorística tanto en la televisión como en el teatro ha recibido premios tales como un Martín Fierro en 2001 y dos Premios VOS (2014 y 2015).

## Biografía

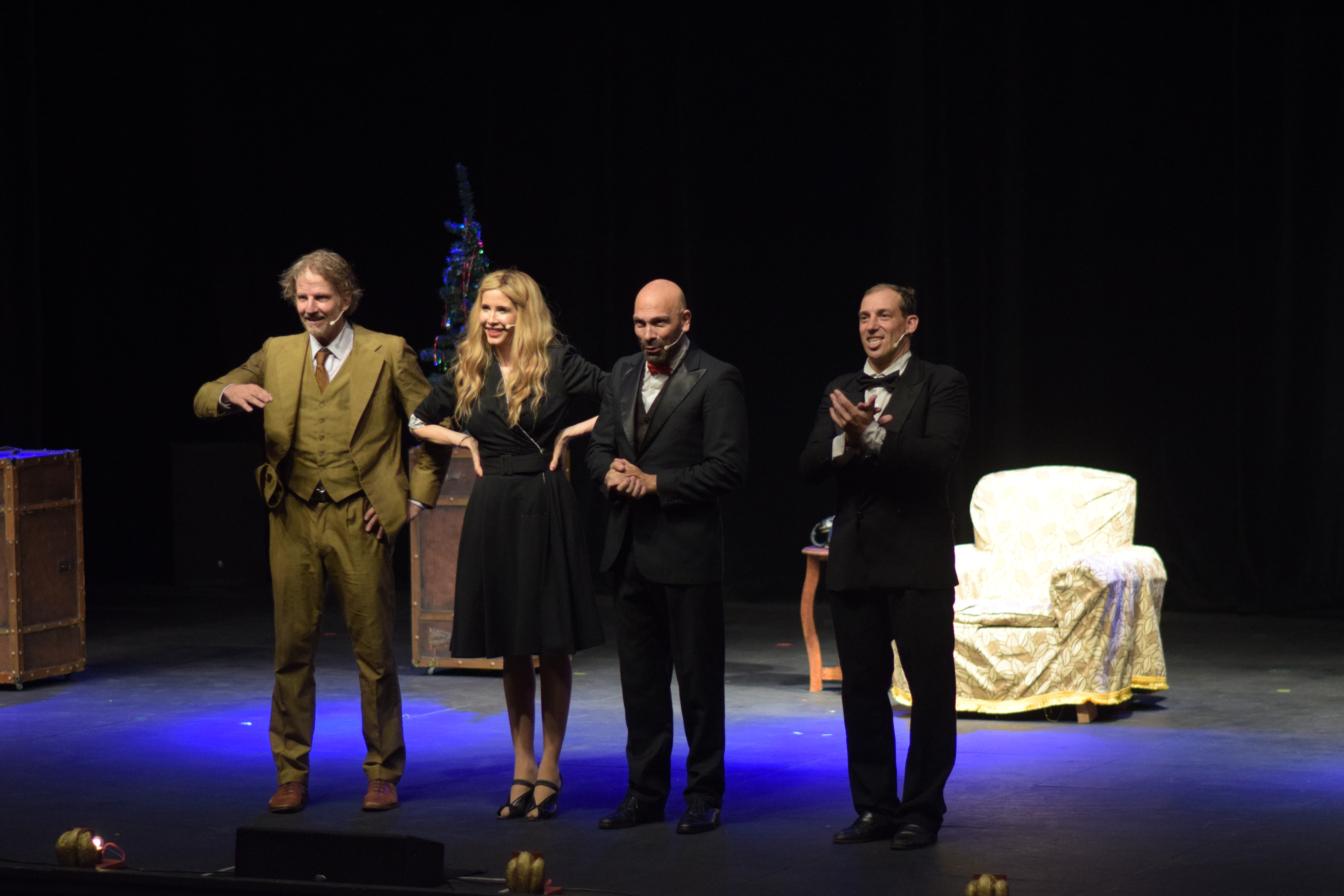
Fredy Villarreal en Los 39 escalones en Mar del Plata.

Comenzó su carrera en La Plata en radio Get Up haciendo un programa de humor llamado "Del otro lado". Posteriormente tuvo un programa en televisión por cable en La Plata. Sus primeras apariciones en la televisión fue con Mario Pergolini. 
Trabajó en Videomatch haciendo sketchs humorísticos para dicho programa, siendo el más recordado, el papel de Figuretti.
En 1997 se casó con Laura Viglierchio con quien tuvo a su primer hijo, Agustín en el año 2000.
En 2004 es invitado al primer programa de Videomatch, para rememorar su clásica imitación del expresidente Fernando De la Rúa, y es parte del elenco del programa No hay 2 sin 3 junto a Pablo Granados y Pachu Peña, encarnando varios personajes, uno de los más populares era la imitación que hacía de Chiche Gelblung en un sketch que se llamaba "Chiche Bombón".
En 2005 tuvo un papel destacado como actor en cine, fue el inicio de su carrera en la pantalla grande. Participó en la película Bañeros 3, Todopoderosos estrenada ese mismo año.
En 2007 trabajó en Son de Fierro con el personaje de Ángel Fierro, hermano de Martín Fierro.
En 2008 estuvo en La risa es bella por Canal 13 donde él era el protagonista. A pesar del éxito, y del alto índice de audiencia, el programa dejó de emitirse abruptamente.
En 2009 tuvo a su hija Jazmín, con quien era su pareja en ese entonces, la modelo Carolina Oltra;y volvió al programa que lo llevó a la fama, Showmatch (antes llamado Videomatch) para conmemorar los 20 años del ciclo. Además, debutó en el verano en Villa Carlos Paz, en el teatro, con La risa es bella, junto con Fernando Ramírez y Sebastián Almada. Desde mayo de ese mismo año, Fredy, participó en la sección de humor en Showmatch 2009, entre sus papeles más destacados allí, está el de interpretar a Néstor Kirchner y Fernando de la Rúa en Gran Cuñado 2009. En Gran Cuñado Vip participó interpretando a famosos, como Gerardo Sofovich, el "Coco" Alfio Basile, Carlos Bianchi y Juan Román Riquelme.
También en 2009, integró el trío del programa "Zoom, mirá de cerca", junto con Daniel Tognetti y Andy Kusnetzoff, que se emitió de lunes a viernes a las 19 por Canal 13.
En 2010 integró el programa HDP (humor De Primera), con varios humoristas como Pablo Granados, Pachu Peña, Martín Campilongo, Martin Bossi entre otros. El programa iba los miércoles a las 23 por Canal 13.
Además tiene participaciones de índole humorística en el programa de Susana Giménez en Telefe en forma regular imitando personajes que asisten al programa.
En 2011 junto a otros humoristas reconocidos como "Pichu" Straneo, integró el programa radial "Uno por la Mañana" en Radio Uno, actualmente Radio Vorterix, siendo el mencionado Fredy conductor del programa.
Debido a un gran cambio en la nombrada radio, Fredy y su programa no tuvieron lugar y debieron salir del aire en busca y espera de otra radio que los contrate.
Finalmente, en 2012 el programa "Uno por la Mañana" comenzó a emitirse en el aire de Radio Imagina 104.3 y tanto Fredy como el resto de sus compañeros, continuaron y continúan alegrando a sus oyentes día a día, cada mañana.
A comienzos del 2014 comenzó a filmar en la ciudad de Mar del Plata la película Bañeros 4, Los Rompeolas, que se estrenó el 10 de julio.
Villarreal concursó en el reality show de baile Bailando por un sueño conducido por Marcelo Tinelli, donde obtuvo el sexto puesto tras siete meses de competencia.
Actualmente se encuentra en pareja con la Doctora en psicología y neurociencias María Paula Ulla, a quien conoció en el año 2011.
En 2016, se realizará la nueva comedia del verano: Abracadabra, junto con: Iliana Calabró, Pedro Alfonso, Tomás Fonzi, Silvina Luna, Charlotte Caniggia, Bicho Gómez, Florencia Vigna y Ezequiel Cwirkaluk. Ese año también participó de Gran Cuñado en Showmatch, donde realizó a Mauricio Macri, Fernando de la Rúa, entre otros.
En el año 2019, por motivo de los 30 años de Showmatch, volvió a interpretar a su recordado personaje 'Figuretti', esta vez en Holanda. Además, volvió a hacer cámaras ocultas como "Fredy el indeciso", un clásico de Videomatch, y a imitar políticos.

## Filmografía

### Televisión
| Título                            | Año       |
| --------------------------------- | --------- |
| Videomatch                        | 1994-2002 |
| No hay 2 sin 3                    | 2004-2005 |
| Palermo Hollywood Hotel           | 2006      |
| Son de fierro                     | 2007      |
| La risa es bella                  | 2008-2009 |
| Showmatch                         | 2009;2014 |
| Zoom, mirá de cerca               | 2009      |
| Preparen, apuesten, juego         | 2010      |
| Susana Giménez                    | 2011      |
| Qitapenas                         | 2013      |
| Bailando por un Sueño (Argentina) | 2015;2017 |
| Showmatch: Gran Cuñado            | 2016      |
| Loco por vos                      | 2016      |
| Showmatch: Politichef             | 2021      |

### Películas
| Título                   | Año  |
| ------------------------ | ---- |
| Bañeros 3: Todopoderosos | 2008 |
| Bañeros 4: Los Rompeolas | 2014 |

## Premios y nominaciones
| Año  | Ternado          | Premio               | Categoría                                               | Programa          | Resultado |
| ---- | ---------------- | -------------------- | ------------------------------------------------------- | ----------------- | --------- |
| 2001 | Fredy Villarreal | Premio Martín Fierro | Revelación                                              | Videomatch        | Ganador   |
| 2004 | Fredy Villarreal | Premio Martín Fierro | Mejor Actor Protagonista de Telecomedia y/o Humorístico | No hay 2 sin 3    | Nominado  |
| 2012 | Fredy Villarreal | Premio Martín Fierro | Mejor Labor Humorística                                 | Showmatch         | Nominado  |
| 2014 | Fredy Villarreal | Premios VOS          | Mejor Actor/Actriz de Reparto                           | Mansión Imposible | Ganador   |
| 2015 | Fredy Villarreal | Premios VOS          | Mejor Actor                                             | Casa fantasma     | Ganador   |